# 張思 (嘉靖進士)
張思（1500年—？年），字慎父，號石村，直隸河間府任丘縣人，明朝政治人物。官至廣西按察使。

## 生平
嘉靖元年（1522年）順天府鄉試第二十三名舉人，十一年（1532年）壬辰科第三甲第二百零九名進士。大理寺观政，授淮安府推官，十九年十月選授工科給事中，二十年九月以兄张忠任通政，奏乞调除，吏部援许诰例，改任翰林院檢討，二十八年十月陞山西按察司副使，升遼東苑马寺卿，三十一年正月移驻本苑，兼辖金复盖州三卫军民。历陝西右參政，官至廣西按察使，卒于任內。

## 家族
曾祖張廣，祖張政，父張軏，母徐氏。兄恩；張忠（己丑進士）；恕，子夏哥；春哥。